# Fletxa Valona 2012
La Fletxa Valona 2012, 76a edició de la Fletxa Valona, es va disputar el dimecres 18 d'abril de 2012, entre Charleroi i Huy, sobre un recorregut de 194 kilòmetres. Aquesta era la dotzena prova de l'UCI World Tour 2012 i segona del tríptic de les Ardenes, després de l'Amstel Gold Race i abans de la Lieja-Bastogne-Lieja. La cursa fou guanyada pel català Joaquim Rodríguez (Team Katusha), que finalment aconseguí la victòria en aquesta cursa després que els dos darrers anys acabés segon. L'atac en el tram central del Mur de Huy li serví per arribar a meta amb 4 segons respecte als immediats perseguidors. Segon fou el suís Michael Albasini (GreenEDGE), recent vencedor de la Volta a Catalunya, mentre el belga Philippe Gilbert (BMC Racing Team), vencedor de l'any anterior, fou tercer.

## Recorregut
Respecte a l'any anterior, les cotes d'Ahin i d'Ereffe han estat substituïdes per les cotes d'Amay i de Villers-le-Bouillet.
A nivell de distància aquesta és l'edició més curta des de 1961.
| Núm. | Nom                         | Quilòmetres | Distància (m) | Pendent mitjà | Quilòmetres a l'arribada |
| ---- | --------------------------- | ----------- | ------------- | ------------- | ------------------------ |
| 1    | Mur de Huy                  | 70,5        | 1.300         | 9,3%          | 123,5                    |
| 2    | Cota de Peu d'Eau           | 110         | 2.700         | 3,9%          | 84                       |
| 3    | Cota de Haut-Bois           | 115,5       | 1.600         | 4,8%          | 78,5                     |
| 4    | Cota de Groynne             | 141         | 2.000         | 3,5%          | 53                       |
| 5    | Cota de Bohisseau           | 147         | 1.300         | 7,6%          | 47                       |
| 6    | Cota de Bousalle            | 150         | 1.700         | 4,9%          | 44                       |
| 7    | Mur de Huy (2n pas)         | 163         | 1.300         | 9,3%          | 31                       |
| 8    | Cota d'Amay                 | 179,5       | 1.500         | 7,4%          | 14,5                     |
| 9    | Cota de Villers-le-Bouillet | 185,5       | 1.200         | 7,5%          | 8,5                      |
| 10   | Mur de Huy (3r pas)         | 194         | 1.300         | 9,3%          | arribada                 |

## Equips participants
L'organització comunicà una llista amb set equips convidats el 29 de febrer de 2012. 25 equips prenen part en aquesta Fletxa Valona, els 18 ProTeams i 7 equips continentals:
| Núm     | Codi | Equip                   |
| ------- | ---- | ----------------------- |
| 1-8     | BMC  | BMC Racing Team         |
| 11-18   | KAT  | Team Katusha            |
| 21-28   | EUS  | Euskaltel–Euskadi       |
| 31-38   | OPQ  | Omega Pharma-Quick Step |
| 41-48   | LIQ  | Liquigas-Cannondale     |
| 51-58   | SKY  | Team Sky                |
| 61-68   | GEC  | GreenEDGE               |
| 71-78   | RNT  | RadioShack-Nissan       |
| 81-88   | MOV  | Movistar Team           |
| 91-98   | VCD  | Vacansoleil-DCM         |
| 101-108 | RAB  | Rabobank ProTeam        |
| 111-118 | SAU  | Saur-Sojasun            |
| 121-128 | LAM  | Lampre-ISD              |

| Núm     | Codi | Equip                         |
| ------- | ---- | ----------------------------- |
| 131-138 | TT1  | Team Type 1-Sanofi            |
| 141-148 | AST  | Astana Qazaqstan Team         |
| 151-158 | ALM  | AG2R La Mondiale              |
| 161-168 | ARG  | Argos-Shimano                 |
| 171-178 | GRM  | Garmin-Barracuda              |
| 181-188 | TSV  | Topsport Vlaanderen-Mercator  |
| 191-198 | LBT  | Lotto-Belisol                 |
| 201-208 | FDJ  | FDJ-BigMat                    |
| 211-218 | LAN  | Landbouwkrediet-Euphony       |
| 221-228 | ACC  | Accent.jobs-Willems Veranda's |
| 231-238 | SAX  | Team Saxo Bank                |
| 241-248 | COL  | Colombia-Coldeportes          |

## Classificacions finals

### Classificació general
|    | Ciclista                    | Equip                 | Temps      | World Tour Punts |
| -- | --------------------------- | --------------------- | ---------- | ---------------- |
| 1  | Joaquim Rodríguez (CAT)     | Team Katusha          | 4h 45' 41" | 80               |
| 2  | Michael Albasini (SUI)      | GreenEDGE             | + 4"       | 60               |
| 3  | Philippe Gilbert (BEL)      | BMC Racing Team       | + 4"       | 50               |
| 4  | Jelle Vanendert (BEL)       | Lotto-Belisol         | + 4"       | 40               |
| 5  | Robert Kišerlovski (CRO)    | Astana Qazaqstan Team | + 7"       | 30               |
| 6  | Daniel Martin (IRL)         | Garmin-Barracuda      | + 9"       | 22               |
| 7  | Bauke Mollema (NED)         | Rabobank ProTeam      | + 9"       | 14               |
| 8  | Vincenzo Nibali (ITA)       | Liquigas-Cannondale   | + 9"       | 10               |
| 9  | Diego Ulissi (ITA)          | Lampre-ISD            | + 9"       | 6                |
| 10 | Jurgen van den Broeck (BEL) | Lotto-Belisol         | + 11"      | 2                |

### Classificació de la muntanya
|   | Ciclista                | Equip                        | Temps |
| - | ----------------------- | ---------------------------- | ----- |
| 1 | Dirk Bellemakers (BEL)  | Landbouwkrediet-Euphony      | 28    |
| 2 | Anthony Roux (FRA)      | FDJ-BigMat                   | 15    |
| 3 | Tom Slagter (NED)       | Rabobank ProTeam             | 4     |
| 4 | Ryder Hesjedal (CAN)    | Garmin-Barracuda             | 4     |
| 5 | Joaquim Rodríguez (CAT) | Team Katusha                 | 4     |
| 6 | Sander Armée (BEL)      | Topsport Vlaanderen-Mercator | 4     |